# UN-Unterhaltsübereinkommen von 1956
Das UN-Übereinkommen von 1956 hat den Zweck, die Geltendmachung eines Unterhaltsanspruchs zu erleichtern, den eine Person (Berechtigter), die sich im Hoheitsgebiet einer Vertragspartei befindet, gegen eine andere Person (Verpflichteter), die der Gerichtsbarkeit einer anderen Vertragspartei untersteht, erheben zu können glaubt.

## Allgemeines
Im Zuge des UN-Übereinkommens vom 20. Juni 1956 und „in Anbetracht der Dringlichkeit einer Lösung des humanitären Problems, das sich aus der Lage bedürftiger Personen ergibt, die für ihren Unterhalt auf Personen im Ausland angewiesen sind“, wurden in allen Vertragsstaaten Empfangs- und Übermittlungsstellen geschaffen, die miteinander korrespondieren. Mit Wirkung vom 1. Januar 2008 wurde die Aufgabe der Empfangsstelle vom Bundesverwaltungsamt, die der Übermittlungsstelle von den Landesjustizverwaltungen auf das Bundesamt für Justiz übertragen.

## Aufgabe des Bundesamtes für Justiz
Aufgabe des Bundesamts für Justiz ist es, die Unterhaltsberechtigten bei der Durchsetzung ihrer Ansprüche zu unterstützen. Dabei wird das Bundesamt für Justiz sowohl als Übermittlungsstelle als auch als Empfangsstelle tätig. Voraussetzung für ein Verfahren nach dem UN-Übereinkommen ist dabei immer, dass die Parteien in unterschiedlichen Vertragsstaaten leben.

### Empfangsstelle
Als Empfangsstelle unterstützt es im Ausland lebende Unterhaltsberechtigte bei der gerichtlichen und außergerichtlichen Geltendmachung und Durchsetzung ihrer Ansprüche gegen in der Bundesrepublik Deutschland lebende unterhaltspflichtige Personen. Hierbei handelt es entsprechend der im Übereinkommen geregelten Aufgabenzuweisungen als Parteivertreter der Unterhaltsgläubiger.
Voraussetzung ist also, dass die Unterhaltsberechtigten in einem der zurzeit 67 Vertragsstaaten und die Unterhaltsschuldner in der Bundesrepublik Deutschland leben.
Die im Ausland lebenden Unterhaltsberechtigten können sich allerdings nicht unmittelbar an das Bundesamt für Justiz wenden, sondern müssen ihr Gesuch bei der zuständigen Übermittlungsstelle des betreffenden Vertragsstaats einreichen.

### Übermittlungsstelle
Als Übermittlungsstelle hilft das Bundesamt für Justiz in der Bundesrepublik Deutschland lebenden Unterhaltsberechtigten bei der Verfolgung ihrer Ansprüche gegen unterhaltspflichtige Personen, die sich in einem anderen Vertragsstaat des Übereinkommens aufhalten.
Auch hier ist das Gesuch nicht unmittelbar beim Bundesamt für Justiz einzureichen, sondern bei dem für den Wohnort des Unterhaltsberechtigten zuständigen Amtsgericht. Nachdem das Gericht die Erfolgsaussichten des Gesuchs geprüft hat, übermittelt es dieses mit den erforderlichen Übersetzungen und Bescheinigungen an das Bundesamt für Justiz, welches das Gesuch bei Vollständigkeit an die im Ausland zuständige Stelle weiterleitet.

## Ersuchen
Das Bundesamt für Justiz bearbeitet ausgehende und eingehende Ersuchen. Die Übermittlungs- oder Empfangsstellen erheben für ihre Tätigkeiten, die sie auf Grund dieses Übereinkommens leisten, keine Gebühren.

### Ausgehende Ersuchen

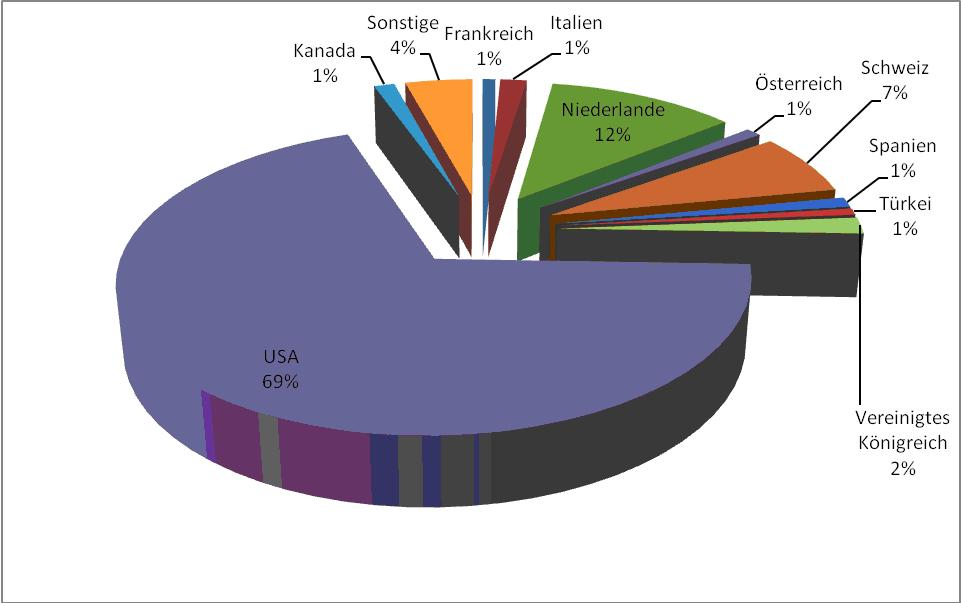
Übersicht aller ausgehenden Gesuche des Bundesamtes für Justiz

Das Bundesamt für Justiz leitet ausgehende Ersuchen an die zuständige ausländische Empfangsstelle weiter und führt im weiteren Verlauf des Verfahrens die Korrespondenz. Eine direkte Kontaktaufnahme zwischen Unterhaltsberechtigten und den ausländischen Empfangsstellen ist nach dem UN-Übereinkommen nicht vorgesehen.
Antragsberechtigt ist jede natürliche Person. Eine Antragstellung durch staatliche Stellen, um beispielsweise Unterhaltsvorschussleistungen geltend zu machen, ist auf der Grundlage des UN-Übereinkommens nicht vorgesehen.
Die Antragstellung erfolgt nicht beim Bundesamt für Justiz, sondern bei dem für den Wohnsitz der Antrag stellenden Person zuständigen Amtsgericht. Dieses informiert und berät bei der Antragstellung. Die Einschaltung weiterer staatlicher Stellen, wie z. B. der Jugendämter, ist nicht erforderlich. Zwar besteht alternativ die Möglichkeit, das Deutsche Institut für Jugendhilfe und Familienrecht e. V. (DIJuF) zu beauftragen. Dessen Tätigkeit ist im Gegensatz zu der Arbeit des Bundesamts für Justiz allerdings mit Kosten verbunden, die von den Antragstellern zu tragen sind.
Nach der Prüfung des Gesuchs auf seine Erfolgsaussicht, übermittelt das Amtsgericht dieses mit den erforderlichen Übersetzungen und Bescheinigungen an das Bundesamt für Justiz, welches das Gesuch an die im Ausland zuständige Stelle weiterleitet.
Das Gesuch muss enthalten:
- einen vollständig ausgefüllten Antrag
- eine Vollmacht für die jeweils zuständige Empfangsstelle im Ausland
- eine Geburtsurkunde des Kindes, sollte es sich um Kindesunterhalt handeln
- eine Bankverbindung für die spätere Weiterleitung der Unterhaltszahlungen
- alle vorhandenen Unterhaltstitel in vollstreckbarer Ausfertigung
- den Nachweis der Zustellung des verfahrenseinleitenden Schriftstücks an die unterhaltspflichtige Person (bei Ersuchen  in Mitgliedstaaten der EU):

Bescheinigung nach Art. 54/58 Brüssel I – VO)
- den Prozesskostenhilfebeschluss (falls vorhanden)

Eine Antragstellung ist auch ohne Vorliegen eines inländischen Unterhaltstitels möglich. Dieser wird dann durch die ausländische Empfangsstelle im jeweiligen Staat erwirkt. Sofern ein Unterhaltstitel besteht und der Antrag an einen Mitgliedstaat der Europäischen Union gesandt werden soll, sollte die Möglichkeit geprüft werden, ob für diesen eine Bescheinigung als Europäischer Vollstreckungstitel  ausgestellt werden kann. Die Bescheinigung erteilt in der Regel die Stelle (Gericht, Notar, Behörde), die die Unterhaltsentscheidung erlassen hat bzw. eine vollstreckbare Ausfertigung erteilen kann. Liegt die Bescheinigung vor, so erleichtert dies die Einziehung des Unterhalts, da aus dem Titel ohne ein Vollstreckbarerklärungsverfahren im Ausland direkt vollstreckt werden kann.
Nachdem das Ersuchen an die ausländische Empfangsstelle weitergeleitet wurde, veranlasst diese alle geeigneten Schritte, um den Unterhaltsanspruch durchzusetzen. Die Verfahrensweisen divergieren von Staat zu Staat. Dies kann zum Beispiel die Anschriftenermittlung des Antragsgegners umfassen. Hier ist jedoch zu beachten, dass sich die Ermittlung des Wohnsitzes nicht in jedem Vertragsstaat als unproblematisch darstellt. Es ist daher ratsam alle Informationen über den Aufenthalt, seien sie auch noch so vage, dem Antrag beizufügen.
Gegebenenfalls kann die Empfangsstelle Ermittlungen bezüglich der wirtschaftlichen Verhältnisse des Antragsgegners durchführen, um die Leistungsfähigkeit für Unterhaltszahlungen feststellen zu können. Die grundsätzliche Leistungsfähigkeit eines Antragsgegners bestimmt sich nach dem Recht des ersuchten Staates. Auch hinsichtlich der Vollstreckung gilt das Recht des Staates, in dem die Vollstreckung stattfindet, was mitunter zu vom deutschen Verständnis abweichenden Pfändungsmöglichkeiten und
–grenzen führt. Möglicherweise wird zunächst auf eine einvernehmliche Lösung ohne Zwangsvollstreckung hingewirkt.
Das Bundesamt für Justiz hat keinen Einfluss darauf, welche konkreten Maßnahmen zur Durchsetzung des Unterhalts im Ausland ergriffen werden.
Für etwaige Prozesshandlungen im Ausland tragen die Antragsteller das Kostenrisiko. Es gibt jedoch verschiedene Möglichkeiten im ersuchten Staat Prozesskostenhilfe zu bekommen. Eine allgemeingültige Aussage lässt sich hier nicht treffen, da die rechtlichen Grundlagen im autonomen Recht des ersuchten Staates geregelt sind, soweit nicht entweder zwischenstaatliche Übereinkommen oder Europarecht eingreifen.
So verlangt Artikel 50 der Brüssel I – VO für das Anerkennungsverfahren die günstigste Behandlung der Unterhaltsberechtigten, die der Vollstreckungsmitgliedstaat in seinen nationalen Prozesskostenhilfe- oder Prozesskostenbefreiungsvorschriften kennt. Voraussetzung ist, dass bereits im Ursprungsmitgliedstaat Prozesskostenhilfe gewährt wurde.
Eine ähnliche Vorschrift findet sich in Artikel 15 HUVÜ. Des Weiteren ist Artikel 44 des Lugano Übereinkommens zu nennen, der ebenfalls die günstigste Behandlung des Vollstreckungsstaates gewährt.
Über die jeweiligen Möglichkeiten informiert die ausländische Empfangsstelle. Sollten die Angaben der Antrag stellenden Person keine ausreichende Grundlage für eine automatische Bewilligung von Prozesskostenhilfe bieten, strengt sie ein neues Prozesskostenbewilligungsverfahren an.

### Eingehende Ersuchen

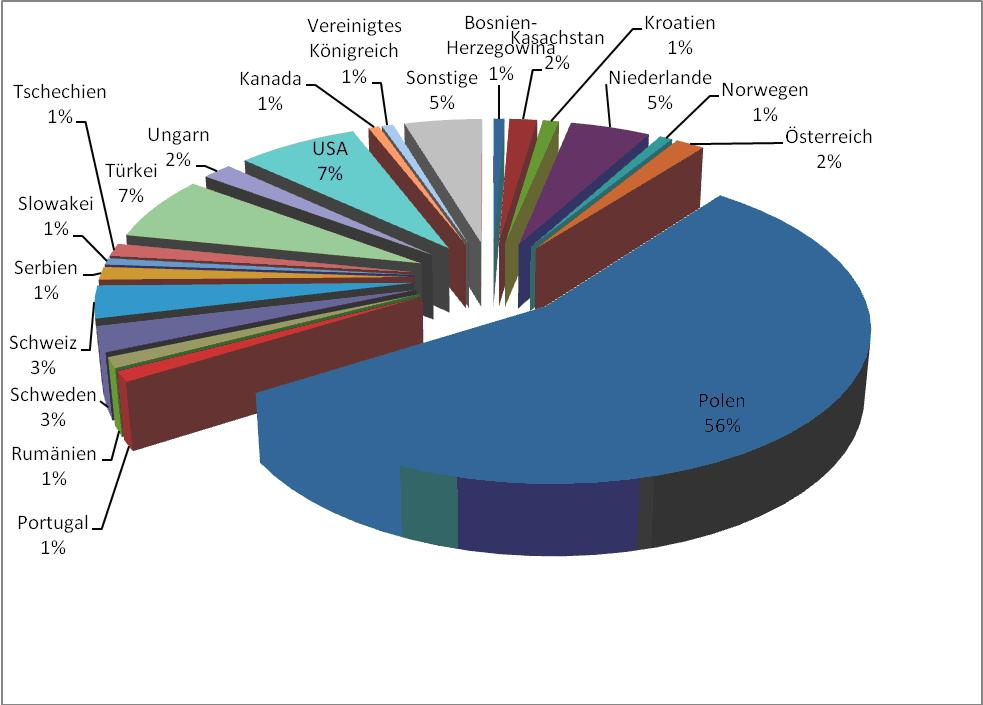
Übersicht aller eingehenden Gesuche des Bundesamtes für Justiz

Im Rahmen der eingehenden Ersuchen nach dem UN-Übereinkommen wird das Bundesamt für Justiz als Bevollmächtigter für die im Ausland befindlichen Antragsteller tätig. Das Bundesamt für Justiz ergreift als Empfangsstelle alle erforderlichen Maßnahmen, um den Unterhaltsanspruch der im Ausland lebenden Unterhaltsberechtigten durchzusetzen.
Dies umfasst im Wesentlichen die Ermittlung des Aufenthaltsortes der unterhaltspflichtigen Person und ihrer wirtschaftlichen Leistungsfähigkeit. Je nach Fallgestaltung wird ein ausländischer Titel in der Bundesrepublik Deutschland für vollstreckbar erklärt oder es wird erstmals ein Unterhaltstitel erwirkt. Sollte die Vaterschaft noch nicht geklärt sein, so wird zuvor ein Vaterschaftsfeststellungsverfahren durchgeführt.
Soweit möglich, wird auf eine freiwillige Zahlung von Unterhalt hingewirkt.
Bleiben Zahlungen aus, wird die Zwangsvollstreckung eingeleitet.
Die Korrespondenz erfolgt direkt mit der jeweils zuständigen ausländischen Übermittlungsstelle.
Die Geltendmachung ausländischer Unterhaltsansprüche ist immer wieder mit großen Herausforderungen verbunden, da weiterhin das jeweilige ausländische materielle Unterhaltsrecht anwendbar bleibt, das in unterschiedlichem Maße vom deutschen Unterhaltsrecht abweicht.

## Vertragsstaaten
| Vertragsstaaten              | seit |
| ---------------------------- | ---- |
| Algerien                     | 1969 |
| Argentinien                  | 1972 |
| Australien                   | 1985 |
| Barbados                     | 1970 |
| Belarus                      | 1996 |
| Belgien                      | 1966 |
| Bosnien-Herzegowina          | 1992 |
| Brasilien                    | 1960 |
| Bundesrepublik Deutschland   | 1959 |
| Burkina Faso                 | 1962 |
| Chile                        | 1961 |
| China (Taiwan)               | 1957 |
| Dänemark                     | 1959 |
| Ecuador                      | 1974 |
| Estland                      | 1997 |
| Finnland                     | 1962 |
| Frankreich                   | 1960 |
| Griechenland                 | 1965 |
| Guatemala                    | 1957 |
| Haiti                        | 1958 |
| Heiliger Stuhl               | 1964 |
| Irland                       | 1995 |
| Israel                       | 1957 |
| Italien                      | 1958 |
| Kap Verde                    | 1985 |
| Kasachstan                   | 2000 |
| Kirgisistan                  | 2004 |
| Kolumbien                    | 1999 |
| Kroatien                     | 1991 |
| Liberia                      | 2006 |
| Luxemburg                    | 1971 |
| Marokko                      | 1957 |
| Mazedonien                   | 1991 |
| Mexiko                       | 1992 |
| Moldau                       | 2006 |
| Monaco                       | 1961 |
| Montenegro                   | 2006 |
| Neuseeland                   | 1986 |
| Niederlande                  | 1962 |
| Niger                        | 1965 |
| Norwegen                     | 1957 |
| Österreich                   | 1969 |
| Pakistan                     | 1995 |
| Philippinen                  | 1968 |
| Polen                        | 1960 |
| Portugal                     | 1965 |
| Rumänien                     | 1991 |
| Schweden                     | 1958 |
| Schweiz                      | 1977 |
| Serbien                      | 1992 |
| Seychellen                   | 2004 |
| Slowakei                     | 1993 |
| Slowenien                    | 1991 |
| Spanien                      | 1966 |
| Sri Lanka                    | 1958 |
| Surinam                      | 1979 |
| Tschechien                   | 1993 |
| Tunesien                     | 1968 |
| Türkei                       | 1971 |
| Ukraine                      | 2006 |
| Ungarn                       | 1957 |
| Uruguay                      | 1995 |
| Vereinigtes Königreich       | 1975 |
| Zentralafrikanische Republik | 1962 |
| Zypern                       | 1986 |

## Weitere Entwicklungen
Das Haager Übereinkommen vom 23. November 2007 über die internationale Geltendmachung der Unterhaltsansprüche von Kindern und anderen Familienangehörigen (Haager Übereinkommen von 2007) soll ein vereinfachtes, zügiges, zugängliches und kostengünstiges Verfahren insbesondere wegen Kindesunterhalt sicherstellen.